# دارکوب پیشانی‌طلایی
دارکوب پیشانی‌طلایی (نام علمی: Melanerpes aurifrons) نام یک گونه از سرده سیاه‌خزنده‌ها است.

## نگارخانه

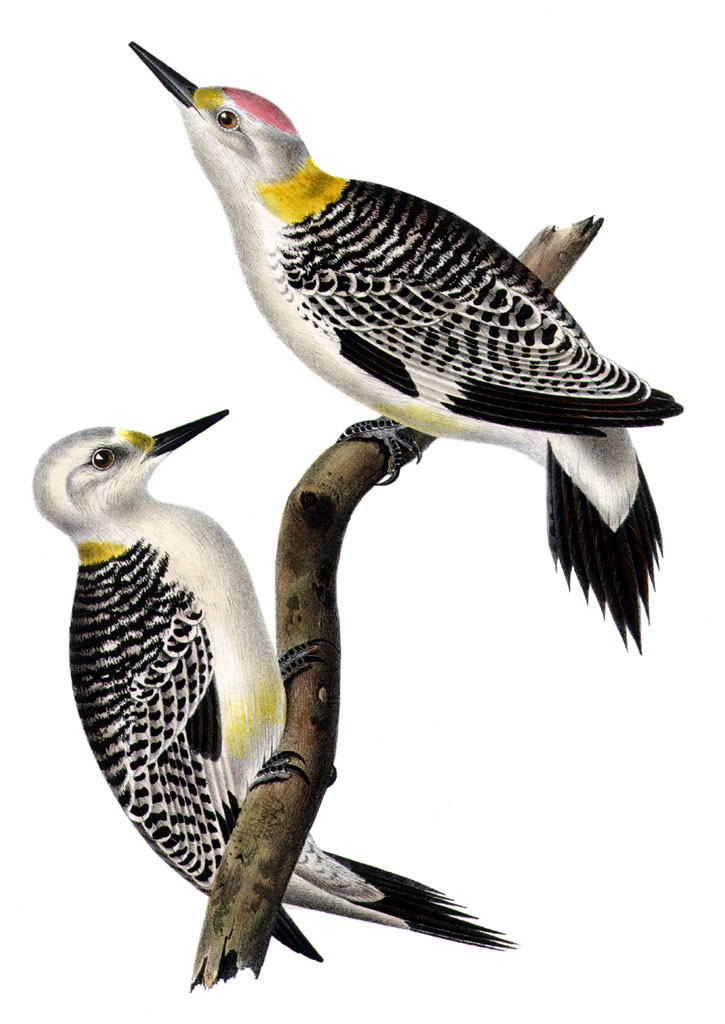
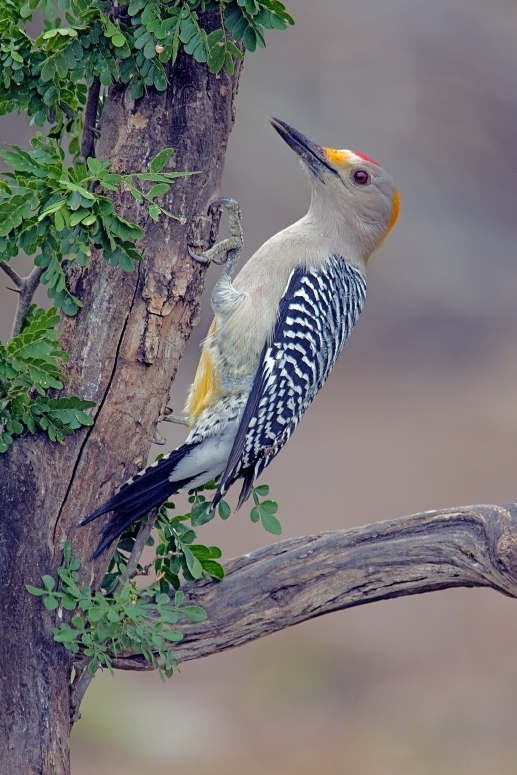
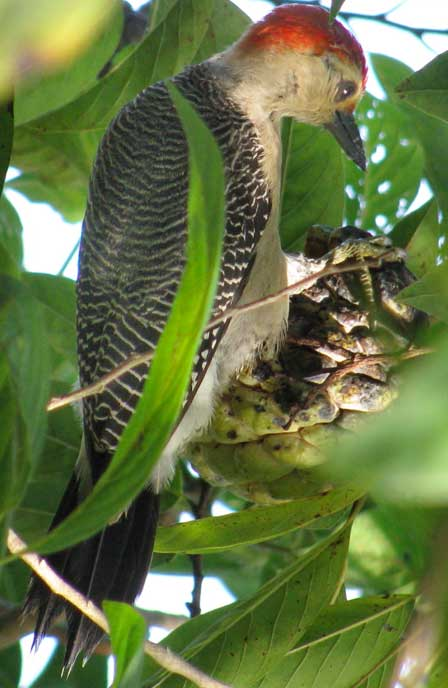